# Matsukata Masayoshi
Matsukata Masayoshi, 1er duc Matsukata (松方 正義, Matsukata Masayoshi, 25 février 1835 – 2 juillet 1924) est un homme d'État japonais. Il est le 4e et 6e Premier ministre du Japon, entre le 6 mai 1891 et le 8 août 1892 et entre le 18 septembre 1896 et le 12 janvier 1898.
Il est né dans l'ancien domaine de Satsuma (aujourd'hui la préfecture de Kagoshima). Il est une figure du hanbatsu et l'un des neuf genrō qui dominent la vie politique, administrative et militaire du Japon durant l'ère Meiji.

## Ses débuts
Matsukata est né dans une famille de samouraïs à Kagoshima, dans l'ancien domaine féodal de Satsuma (aujourd'hui dans la préfecture de Kagoshima). À 13 ans, il entre à Zoshikan, l'université confucéenne de la province où il étudie les enseignements de Wang Yang-Ming qui insiste sur la loyauté envers l'empereur. Il commence sa carrière comme bureaucrate pour le domaine de Satsuma. En 1866, il est envoyé à Nagasaki pour y étudier la science occidentale et les mathématiques. Mastukata est alors tenu en haute estime par Ōkubo Toshimichi et Saigō Takamori, pour qui il sert d'agent de liaison entre Kyoto et le gouvernement des daimyos du clan Shimazu qui gouvernent Satsuma. Lors de la restauration de Meiji, il aide à maintenir l'ordre à Nagasaki après l'effondrement du shogunat Tokugawa. En 1868, Matsukata est nommé gouverneur de la préfecture de Hita (actuellement une partie de la préfecture d'Ōita) par le gouvernement de Meiji.

## Réforme financière
Matsukata part pour Tokyo en 1871 et commence à travailler à l'élaboration des lois sur la Réforme de la taxe Foncière de 1873-1881.
Avec le nouveau système :
- le contribuable paie ses taxes en argent et non en riz ;
- les taxes sont calculées selon le prix des domaines et non selon le montant de la production agricole réellement réalisée ;
- le taux est fixé à 3 % de la valeur du domaine et le tenancier du domaine est obligé de payer ces taxes.

Le nouveau système fiscal est radicalement différent de l'ancien selon lequel les taxes étaient payées en riz, selon des quantités variables selon l'endroit et la quantité de riz produite. Le peuple japonais a mis plusieurs années à accepter le nouveau système.
Matsukata devient ministre de l'Intérieur en 1881. L'année suivante, quand Ōkuma Shigenobu est expulsé lors d'un bouleversement politique, Matsukata devient ministre des Finances. L'économie japonaise était alors en crise à cause d'une inflation galopante. Matsukata met en place une politique d'austérité économique (appelée la « déflation Matsukata ») qui restaure la confiance dans la monnaie et les institutions financières.
Matsukata instaure également en 1882 la Banque du Japon qui émet depuis lors le papier monnaie au nom du gouvernement. Quand, en 1885, Hirobumi Itō devient le premier Premier ministre du Japon il nomme Matsukata comme premier ministre des Finances sous le régime de la constitution Meiji.
Matsukata essaie également de protéger l'industrie japonaise de la compétition avec les firmes étrangères mais il est gêné par les Traités inégaux. L'impossibilité d'avoir recours à des pratiques protectionnistes a probablement bénéficié au Japon à long terme car elle lui a permis de développer une industrie d'exportation. Le gouvernement national essaie également de créer des industries publiques pour produire des biens ou services particuliers. Le manque de moyens financiers a forcé le gouvernement à céder ces industries à des propriétaires privés qui, en échange de privilèges spéciaux, s'alignent sur les objectifs gouvernementaux. C'est le début du système des zaibatsu.
Matsukata est ministre des Finances sous 7 des 10 premiers cabinets de l'ère Meiji et pendant dix-huit ans sur les vingt de la période 1881-1901. C'est également lui qui écrit les articles 62 à 72 de la constitution de 1889.

## Premier ministre
Matsukata succède à Aritomo Yamagata comme Premier ministre du 6 mai 1891 au 8 août 1892 et à Hirobumi Itō du 18 septembre 1896 au 12 janvier 1898, périodes durant lesquelles il occupe également les fonctions de ministre des Finances.
Un sujet important pendant son mandat de Premier ministre est la société de l'Océan noir (un groupe ultra-nationaliste formé en 1879) qui agit avec le soutien de membres importants du gouvernement et qui se retrouve en conséquence assez puissant pour demander des concessions gouvernementales. Il reçoit en 1892 du gouvernement Matsukata l'assurance d'une politique étrangère active.
Plus tard, Matsukata devient successivement président de la Croix-Rouge japonaise, conseiller privé, gijokan, membre de la Chambre des pairs japonaise, seigneur garde du sceau privé du Japon.
Plus tard, il reçoit les titres de prince et genrō.

## Enfants
Mastukata a de nombreux enfants (au moins 11 fils et 24 filles). Une fois où l'empereur Meiji lui demande combien d'enfants il a, Matsukata n'a pas su donner de réponse.
Son troisième fils est l'homme d'affaires et collectionneur d'art japonais Matsukata Kojiro.